# Viktor Brack
Viktor Hermann Brack (Haaren (actualmente parte de Aquisgrán); 9 de noviembre de 1904 - Landsberg am Lech, 2 de junio de 1948) fue un criminal nazi, organizador del programa de eutanasia Aktion T4, por el cual el Estado nazi asesinó sistemáticamente a personas con alguna discapacidad. Posteriormente, fue uno de los responsables del gaseo de judíos en los campos de exterminio y se reunió con Odilo Globocnik para discutir la implementación práctica de la Solución Final. Brack fue sentenciado en el Juicio de los doctores  de Núremberg a la pena capital en  agosto de 1947 y ejecutado en la horca el 2 de junio de 1948.

## Carrera
En 1929, Viktor Brack se hizo miembro del Partido Nacionalsocialista Obrero Alemán  (NSDAP) y de las Schutzstaffel  (SS). En 1936, supervisó la operación de la Oficina 2 en la Cancillería del Führer en Berlín. Esta dependencia se encargaba de examinar las quejas recibidas por el Führer de todas partes de Alemania. En noviembre de 1940, Brack fue promovido al grado de SS Oberführer. Viktor Brack fue ahorcado el 2 de junio de 1948.
En diciembre de 1939, Brack encargó a August Becker la tarea de organizar las operaciones de gaseado para matar a los pacientes mentales y a otras personas que los nazis denominaron «vida indigna de ser vivida». Esta operación se hizo conocida como Aktion T4.

## Aktion T4
Aktion T4 es el nombre que se le dio a un programa secreto de exterminio de los enfermos mentales y las personas con discapacidad, encubierto bajo el término «eutanasia», que tuvo lugar en la Alemania nazi. El nombre T4 viene de la dirección del centro de operaciones de la organización que ejecutaba estos planes, instalado en Berlín a comienzos de 1940 en la Tiergartenstraße 4 (calle del Jardín Zoológico, número 4). Según Ian Kershaw, con el programa Aktion T-4 «el régimen había pasado a la actividad criminal directa».
Los asesinatos tuvieron lugar de septiembre de 1939 hasta el final de la guerra en 1945; entre 275.000 y 300.000 personas fueron asesinadas en hospitales psiquiátricos en Alemania, Austria, la Polonia ocupada y el protectorado de Bohemia y Moravia. El número de víctimas fue registrado en un principio como de 70.273 pero esta cifra ha sido aumentada por el descubrimiento de víctimas listadas en los archivos de la antigua Alemania Oriental. La mitad de los asesinados fueron tomados de hospicios religiosos. La Santa Sede anunció el 2 de diciembre de 1940 que la política era contraria a la ley natural y a la ley divina y que "el asesinato directo de una persona inocente por defectos mentales o físicos no está permitido". En el verano de 1941 tuvieron lugar protestas en Alemania lideradas por el obispo católico de Münster, Clemens von Galen, cuya intervención llevó a "el movimiento de protesta más fuerte, más explícito y más extendido contra cualquier política desde el comienzo del Tercer Reich", según Richard J. Evans.
Se dieron varias razones para estos asesinatos, incluyendo la eugenesia, la higiene racial y el ahorro de dinero. Los médicos de los hospicios de Alemania y Austria continuaron con las prácticas de la Aktion T4 hasta la derrota de Alemania en 1945, a pesar del cese oficial de esta medida en agosto de 1941. La continuación informal de esta política produjo 93.521 víctimas hasta finales de 1941.
La tecnología desarrollada bajo la Aktion T4 estaba a cargo de la división médica del ministerio del Interior del Tercer Reich. Se usó gas letal para matar a gran número de personas. Personal de la Aktion T4 participó en la Operación Reinhard para el exterminio de los judíos. La cifra de asesinados fue de unos 200.000 en Alemania y Austria y unos 100.000 en otros países europeos.
El programa  se realizó en seis centros situados en Alemania y en la Austria anexionada: Grafeneck (Baden-Wurtemberg), Brandeburgo, Bernburg (Sajonia-Anhalt), Hartheim (Austria), Sonnenstein (cerca de Pirna, Sajonia) y Hadamar (cerca de Limburgo, Hesse).